# 216 î.Hr.
216 î.Hr. (CCXVI î.Hr.) a fost un an al calendarului roman.

## Evenimente
- 2 august: Bătălia de la Cannae. Bătălie importantă, purtată în apropierea așezării antice Cannae, în Apulia, Italia, în timpul celui de-al 2-lea Război Punic.